# Xẩm

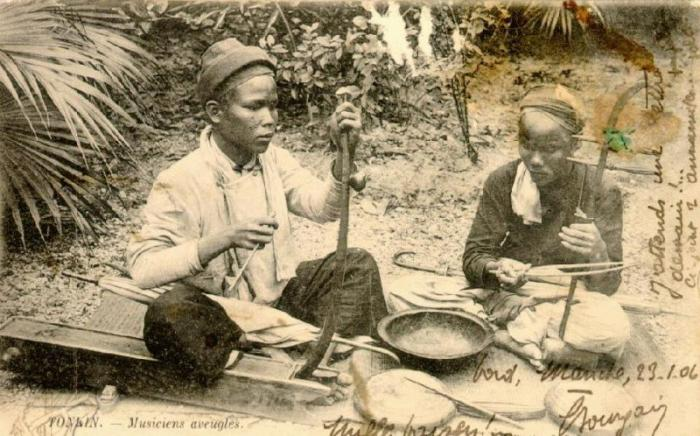
Artistes aveugles exécutant du xẩm (carte postale française).

Le Xẩm ou Hát xẩm (chant Xẩm) est un style de musique traditionnelle vietnamienne. Initialement issue du Nord du Vietnam, cette musique est considérée comme genre en danger de tout le Vietnam. À l'époque dynastique, le xẩm est interprété par des artistes itinérants et aveugles, qui jouent dans les lieux publics. Outre le chant, les instruments utilisés sont le đàn bầu ou le đàn nhị, parfois le tambour ou le phách (percussion vietnamienne). Le xẩm s'inspire d'autres musiques traditionnelles vietnamiennes, comme le chant trống quân ou quan họ. Ses chants ont pour thèmes des récits populaires vietnamiens, comme le Conte de Kiều ou le Luc Van Tien (poème épique vietnamien).

## Histoire et interprètes
C'est sous la  dynastie Trần, au XIVe siècle, que nait le xẩm,, au nord du pays . Traditionnellement, le xẩm est interprété par des musiciens aveugles qui errent de ville en ville et vivent de leur musique, jouée dans les marchés ou les temples communaux,,. Au début du XXe siècle, des artistes de xẩm se produisent dans les tramways du système de transport public de Hanoï :  le nom de xẩm tàu điện (tram xẩm) est alors donné à leur musique,.
Dans les années 1980, l'abandon du tramway provoque une disparition progressive du xẩm tàu điện, et donc l'oubli du xẩm, malgré les efforts de chercheurs et d'artistes face à ce déclin. Au XXIe siècle, le xẩm est considéré comme une forme menacée de musique traditionnelle vietnamienne : le nombre d'artistes expérimentés diminue et la jeune génération préfère souvent les types de musique modernes ,. Hà Thị Cầu, qui possède le titre Nghệ sĩ ưu tú (Artiste exceptionnel du Vietnam), est souvent considérée comme  l'une des dernières personnes à jouer du xẩm. Plusieurs efforts sont déployés pour préserver et propager le xẩm, tels que l'introduction de spectacles de xẩm sur le marché nocturne de Đồng Xuân et encourager les jeunes artistes à apprendre le xẩm auprès d'anciens artisans,,.

## Inspirations et composition
Les mélodies de xẩm proviennent de musique folklorique du Vietnam : les chants de trống quân et de quan họ, la musique du théâtre chèo ou les berceuses . Les thèmes des chansons xẩm sont souvent inspirés de poèmes, récits ou légendes populaires au Vietnam comme Truyện Kiều, Lục Vân Tiên, Truyện Thạch Sanh, ou Nhị độ mai ,. Les artistes xẩm abordent des thèmes comme leur vie tragique, ou la pauvreté, suscitant la pitié du public ,,. Au XXIe siècle, environ quatre-cent chants de ce style sont conservés : leur mode de transmission, traditionnel, est oral, et s'effectue de génération en génération.
Selon le rythme du tambour, le xẩm peut se nommer xẩm chợ (rythme rapide) ou xẩm cô đào (rythme lent),.